# Afridi (Schiff, 1938)
HMS Afridi (Schiffskennung: F07) war das Typschiff der Zerstörer der zweiten Tribal-Klasse der Royal Navy, das im Mai 1938 als erstes der Klasse in Dienst kam. Die Afridi war der zweite Kriegsverlust der Klasse, als sie nach genau zwei Dienstjahren am 3. Mai 1940 vor Norwegen durch zwei deutsche Junkers-Ju-87-Sturzkampfbomber versenkt wurde.

## Geschichte des Zerstörers
Die Afridi gehörte zu den sieben zuerst bestellten Zerstörern der neuen Tribal-Klasse. Die High Walker Werft von Vickers-Armstrong in Newcastle erhielt am 10. März 1936 den Auftrag für zwei Schiffe der neuen Klasse, die im Bauprogramm 1935 genehmigt worden waren. Die Kiellegung der beiden Zerstörer mit den Baunummern 6 und 7 erfolgte am 9. Juni 1936. Die niedrige Baunummer war eine Folge der Übernahme der Firma Armstrong-Whitworth 1928 durch Vickers. Die neuen Besitzer wollten den Schiffbau künftig auf ihre Stammwerft in Barrow konzentrieren. Der 1913 in High Walker als Armstrong-Werft entstandene Schiffsbauplatz sollte nur in Ausnahmefällen noch Neubauten erstellen. Die volle Auslastung der Werft in Barrow hatte Vorrang.
Der High Walker Yard von Armstrong-Whitworth hatte 1913 mit der Kiellegung des Schlachtschiffs Malaya seine Arbeit aufgenommen. Der neue Bauplatz nahe der Low Walker-Werft der Firma wurde notwendig, da der bisherige Hauptbauplatz für Kriegsschiffe in Elswick (weiter flussaufwärts) für die zunehmende Größe der von Armstrong gebauten Kriegsschiffe nicht mehr geeignet war. Durch den Ersten Weltkrieg verzögerte sich allerdings die endgültige Stilllegung bis 1920. Letzter bedeutender Kriegsschiffsneubau in Elswick war der als chilenisches Schlachtschiff Almirante Cochrane begonnene Flugzeugträger Eagle (BauNr. 858), dessen Fertigbau auf der Staatswerft in Portsmouth erfolgte.

Die unter der Baunummer 867 in High Walker gebaute Malaya lief am 15. März 1915 vom Stapel und wurde im Februar 1916 abgeliefert. Da hatte die Werft bereits Aufträge für verschiedenste Neubauten übernommen. In High Walker entstanden bis 1929 73 Schiffe, darunter zum Beispiel das Schlachtschiff Nelson von 1922 bis 1927 (Baunummer 991). Letzter Neubau war das Motorschiff Brimanger (4884 BRT, BauNr. 1051) für norwegische Rechnung, das nach dem Zusammenschluss mit Vickers im November 1929 abgeliefert wurde. Die Baunummern der in High Walker entstandenen Schiffe hatten unter der Armstrong-Ägide keine eigene Nummernfolge.
Vickers nutzte den High Walker Yard ab 1931 zum Bau des Luxusliners Monarch of Bermuda für die Furness Bermuda Line, dann folgten 1933/34 der Bau der Schiffskörper der Zerstörer Fame und Firedrake, die bei der Parsons Marine Turbine Co. in Wallsend fertiggestellt wurden. Ab dem 1934 begonnenen Leichten Kreuzer Newcastle wurde der High Walker Yard endgültig eine Bauwerft des Vickers-Konzerns mit eigener Baunummernfolge.
Die Kiellegung der Afridi fand am 9. Juni 1936 zusammen mit der des Schwesterschiffs Cossack statt. Beide Schiffe liefen am 8. Juni 1937 vom Stapel. Nach den beiden Zerstörern der F-Klasse und den Zerstörern Hero und Hereward baute die Werft zum dritten Mal zwei Zerstörer völlig gleichzeitig nebeneinander. Nach anfänglichen Überlegungen den Großzerstörern eine eigene Typbezeichnung zu geben, hatte man sich für eine neue „Tribal-Klasse“ entschieden, da die vom damaligen Ersten Seelord, John Fisher durchgesetzte erste Tribal-Klasse auch eine ähnlich erhebliche Vergrößerung der bis dahin gebauten Boote bedeutete.

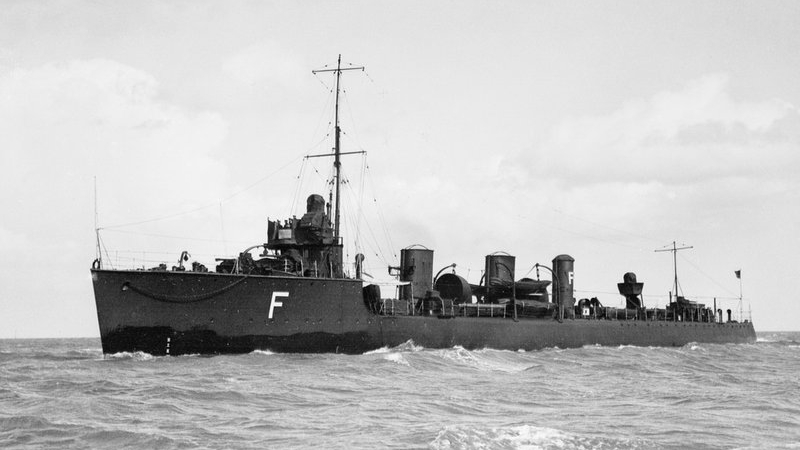
Die erste Afridi

Mit Afridi und Cossack wurden auch Namen von Booten der ersten Klasse wieder aufgenommen. Die erste Afridi war 1909 als einziges Boot der ersten Klasse bei der Vorläufer-Firma Armstrong-Whitworth auf der alten Werft in Elswick fertig gestellt worden.
Die neue Afridi wurde als erstes Schiff der neuen Klasse am 3. Mai 1938 fertig.

Die Werft in High Walker fertigte nicht nur das Schwesterschiff Cossack, sondern mit Eskimo und Mashona auf zwei Schiffe des Folge-Auftrags für die neue Klasse und vier weitere Schiffe für die Royal Canadian Navy zwischen 1940 und 1943.

### Einsatzgeschichte

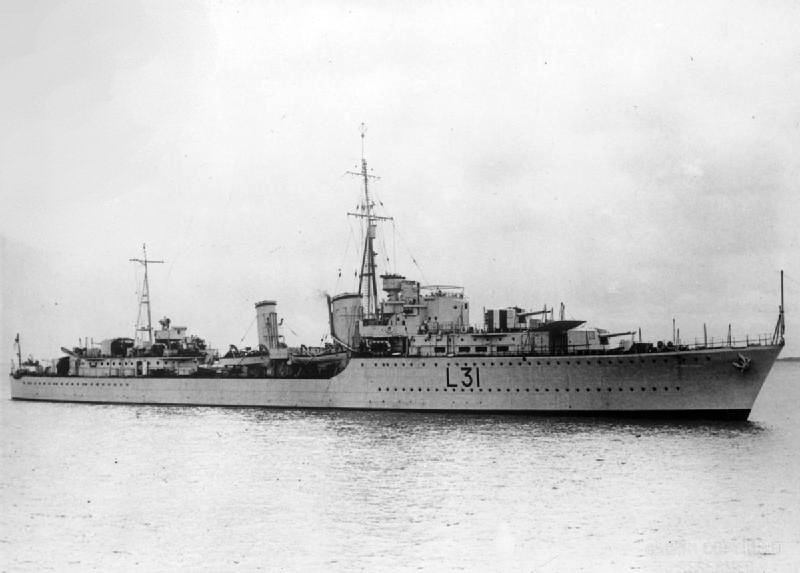
Das Schwesterschiff Mohawk mit den Zeichen der „Non-Intervention Patrol“ am zweiten Turm

Am 3. Juni 1938 traf die Afridi in Malta ein, um als Flottillenführer bei den Zerstörern der Mittelmeerflotte zu dienen. Im Juli wurde sie der „Non-Intervention Patrol“ vor der spanischen Küste zugeteilt. Sie besuchte auch Barcelona und Marseille vor ihrer Rückkehr nach Malta. Ab August nahm die Afridi an den Übungen und dem Besuchsprogramm der Mittelmeerflotte teil. Nach Besuchen in griechischen Häfen besuchte sie im September noch Istanbul zusammen mit dem Schweren Kreuzer Devonshire und dem Schwesterschiff Cossack. Wegen der Sudetenkrise unterblieben geplante Besuche von Häfen am Schwarzen Meer und die Schiffe kehrten von Istanbul nach  Alexandria zurück. Ende Oktober besuchte die Afridi noch Zypern und lief dann nach Malta zu einer Routineüberholung, bei der die Kennung auf F07  geändert wurde.
Im Februar verlegte das Schiff mit den Schwesterschiffen nach Gibraltar, um im März an den jährlichen Übungen von Home Fleet und Mittelmeerflotte mit über 100 Schiffen teilzunehmen. Die „1st Tribal destroyer flotilla (Med)“ hatte inzwischen ihre volle Stärke von acht Schiffen erreicht, nachdem die Maori als letztes Schiff eingetroffen war. An den Besuchen der Mittelmeerflotte in südfranzösischen Häfen konnte die Afridi nach einer Kollision mit dem Kreuzer Penelope bei der Postübergabe nicht teilnehmen, sondern lief Malta zur Reparatur an. Im April kehrte das Schiff zur Flottille zurück, die inzwischen in
„4th Destroyer Flotilla“ umbenannt war. Die Masse der Mittelmeerflotte war inzwischen seit der italienischen Invasion von Albanien in Alexandria stationiert.

Die Afridi besuchte Ende Mai mit der Gurkha Marsa Matruh und dann griechische Häfen. Wegen der Aussicht, in einen Krieg mit Italien verwickelt zu werden, übte die britische Flotte in der Ägäis. Von diesen Übungen kehrte die Afridi am 18. August 1939 nach Alexandria zurück. Als Kriegsstation für den Zerstörer war das Rote Meer vorgesehen.

### Kriegseinsätze
Als der Krieg mit Deutschland ausbrach, verlegte die Afridi mit den Schwesterschiffen Sikh, Gurkha und Mohawk am 3. September 1939 aus Alexandria in das Rote Meer. Die Zerstörer klärten die Küsten von Italienisch-Ostafrika bis nach Somaliland auf. Am 10. wurden die Zerstörer wieder nach Alexandria zurückbefohlen. Im Oktober wurden die 4. Zerstörer-Flottille in die Heimat zurückgezogen. Die Afridi wurde der in Immingham stationierten Humber Force zugeteilt, die sich aus dem 2. Kreuzergeschwader und der 7. Zerstörerflottille zusammensetzte.
Im November verlegte der Zerstörer nach Rosyth, um bei der Sicherung von Geleitzügen zwischen Großbritannien und Norwegen eingesetzt zu werden.
Im Januar 1940 zeigten sich bei der Afridi die gleichen Schäden an den Turbinenblättern  sowie einige Risse am Rumpf wie schon bei anderen Schiffen der Klasse und sie kam zur Reparatur nach West Hartlepool. Erst nach zwei Monaten war sie Mitte März wieder einsatzbereit.
Am 8. April verließ sie Rosyth in einem Verband mit den Kreuzern Devonshire, Berwick, York, Glasgow und den Schwesterschiffen Gurkha, Sikh, Mohawk, Zulu und Cossack zur Verstärkung der bereits vor Norwegen gegen die Kriegsmarine operierenden Einheiten der Royal Navy. Am 9. gehörte sie zu einem neu gebildeten Angriffsverband gegen Bergen mit den Kreuzern Manchester, Southampton, Sheffield und Glasgow und den Schwesterschiffen Gurkha, Sikh, Mohawk, Somali, Matabele und Mashona und der dazustoßenden Aurora. Der Angriff wurde in Fehleinschätzung der deutschen Stärke abgebrochen, als südwestlich Bergen 47 Junkers Ju 88 des KG 30 und 41 Heinkel He 111 des KG 26 die britischen Schiffe angriffen und den Zerstörer Gurkha versenkten, sowie die Kreuzer Southampton und Glasgow durch Naheinschläge beschädigten. Auch beim Hauptteil der Home Fleet wurden das Schlachtschiff Rodney und der Schwere Kreuzer Devonshire leicht beschädigt.  Vier Ju 88 wurden abgeschossen.

Die Afridi gehört zu den Einheiten (zwei Kreuzer, sechs Tribals), die nach dem Auffüllen der Treibstoffvorräte und der Munitionsbestände sofort aus Scapa Flow wieder nach Norwegen zurückkehrten und nach Aufklärung der Situation die Landung alliierter Truppen in Namsos unterstützen sollten. Die britischen Einheiten wurden dabei immer wieder aus der Luft angegriffen.

Nach dem Absetzen von Vorausabteilungen am 14. wartete Afridi auf die am 15. eintreffenden Transporter und setzte mit ihren Schwesterschiffen die Truppen von den Transportern an Land.
Am 18. lief die Afridi mit der Nubian zurück nach Großbritannien, um Treibstoff und Munition zu ergänzen.

Am 26.  begleitete sie dann zusammen mit den Zerstörern Witherington und Amazon einen Versorgungskonvoi nach Åndalsnes für die dort am 18. gelandeten alliierten Truppen. Auch dort wurden die britischen Schiffe aus der Luft angegriffen.
Am 28. wurde die Afridi den Navy-Einheiten vor Namsos zugeteilt.

### Das Ende derAfridi
Die Afridi sollte jetzt die Evakuierung der alliierten Truppen aus Namsos unterstützen.
Am 1. Mai 1940 verhinderte dichter Nebel das Einlaufen der Schiffe. Die vier vordersten Zerstörer unter Lord Mountbatten auf der Kelly kamen zwar durch den Nebel bis in den Fjord, mussten aber nach Luftangriffen umkehren.

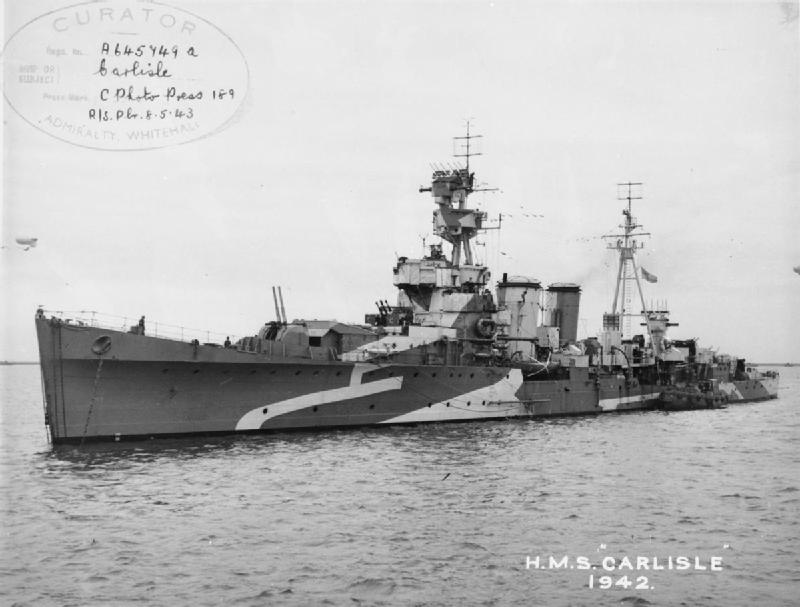
Der Flakkreuzer Carlisle

In der Nacht zum  3. Mai gelang es Captain Vian mit den Zerstörern Afridi, Nubian und dem Kreuzer York, gefolgt von den französischen Hilfskreuzern El Djezair, El Mansour und El Kantara (ursprünglich Mittelmeerfähren) und dem Zerstörer Bison bis in den Hafen vorzudringen und 5400 Mann (davon 1850 Franzosen) an Bord zu nehmen. Flakschutz im Hafen gab seit dem 17. April der Flakkreuzer Carlisle. Afridi nahm ein britisches Bataillon auf und übergab es im Fjord an die El Kantara. Vian blieb mit der Afridi als letztem Schiff im Hafen, um die britische Nachhut aufzunehmen. Mit seiner Artillerie zerstörte der Zerstörer die von den Alliierten zurückgelassenen Fahrzeuge. In See kreuzten als Deckungsgruppe die Kreuzer Devonshire und die französische Montcalm mit den Zerstörern Grenade, Griffin und Imperial.

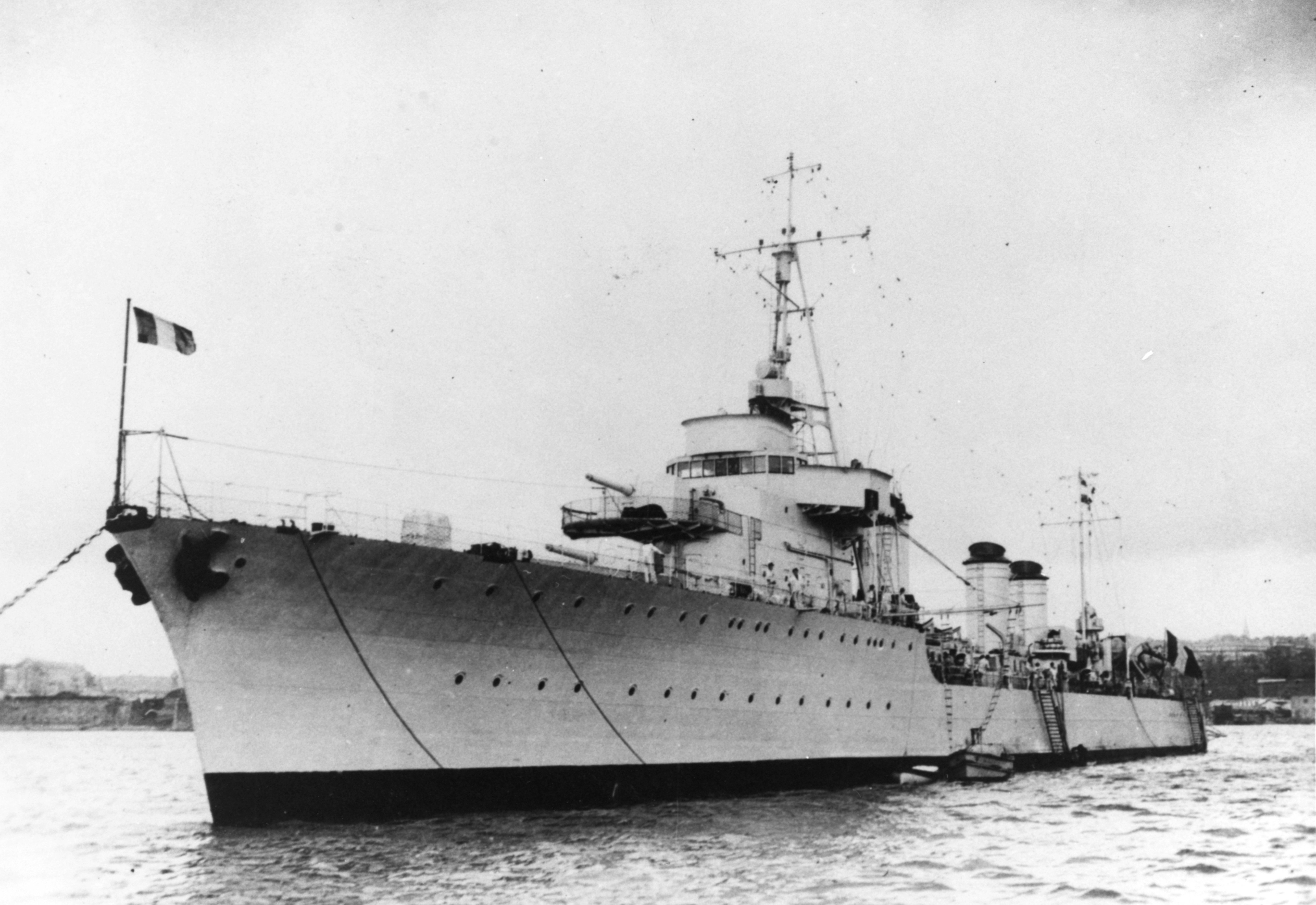
Zerstörer Bison

Auf dem Rückmarsch wurde der Verband am 3. Mai nordwestlich von Trondheim mehrfach aus der Luft angegriffen und verlor durch Stuka-Angriffe der 1. Staffel der Sturzkampfgeschwaders 1 zuerst den Zerstörer Bison 110 Seemeilen westlich der Insel Vega mit über 130 Toten. Die britischen Zerstörer Grenade, Imperial und Afridi blieben bei dem sinkenden Schiff und übernahmen Schiffbrüchige des französischen Schiffes, das von letzterer schließlich versenkt wurde.
Die zum Verband aufschließende Afridi wurde anschließend von den Bomben zweier deutscher Junkers Ju 87 getroffen und sank mit 49 Besatzungsmitgliedern, 13 Heeressoldaten und über 30 Überlebenden der Bison auf der Position 66° 14′ 0″ N, 5° 45′ 0″ O am zweiten Jahrestag ihrer Indienststellung. Die Überlebenden wurden von der längsseits gekommenen Imperial übernommen, während die Griffin die Angreifer abwehrte.